# Mosambikanische Badmintonmeisterschaft 1985
Die Mosambikanische Badmintonmeisterschaft 1985  fand vom 11. bis zum 12. Januar 1985 in Beira statt. Es war die fünfte Austragung der nationalen Titelkämpfe im Badminton von Mosambik. Luís Filipe Lebeouf  gewann dabei im Herreneinzel seinen zweiten Titel nach 1982. Indira Bhikha, Afrikameisterin von 1984, erkämpfte sich ebenfalls ihren zweiten Dameneinzeltitel nach 1983.

## Titelträger
| Disziplin    | Sieger                         |
| ------------ | ------------------------------ |
| Herreneinzel | Luís Filipe Lebeouf            |
| Dameneinzel  | Indira Bhikha                  |
| Herrendoppel | Carlos Yun Luís Filipe Lebeouf |
| Damendoppel  | Ewa Stuart Indira Bhikha       |
| Mixed        | Antonio Chiara Indira Bhikha   |